# Gimnasio de la Universidad de Ciencia y Tecnología de Pekín
El Gimnasio de la Universidad de Ciencia y Tecnología de Pekín es un pabellón deportivo, situado en la capital china y en el cual se celebraron las competiciones de judo y taekwondo de los Juegos Olímpicos de 2008, así como las preliminares de la competición de baloncesto en silla de ruedas durante los Juegos Paralímpicos de 2008. 
Tiene una capacidad de 8000 espectadores, que se reducirán a 4000 después de los JJ. OO. 
Está ubicado en el campus de la Universidad de Ciencia y Tecnología de Pekín (distrito de Haidian), al norte de la capital china, 3,5 km al oeste del Parque Olímpico.